# Monte Cotschen
Il Monte Cotschen (3.104 m s.l.m.) è una montagna delle Alpi Retiche occidentali (sottosezione Alpi di Livigno). La vetta è situata sulla linea di confine tra Svizzera (Canton Grigioni) e l'Italia (Provincia di Sondrio).
Si può salire sulla vetta partendo dalla Val Federia (Livigno).